# Martin Weinek

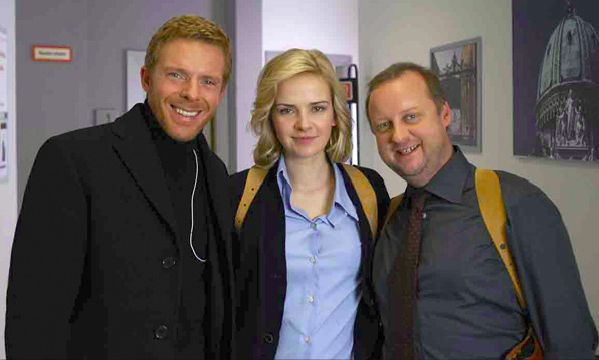
Martin Weinek (bên hữ u) với Denise Zich cùng Kaspar Capparoni

Martin Weinek (sinh ngày 5 tháng 6 năm 1964 ở Leoben, Steiermark) là một nam diễn viên người Áo, chuyên đóng các vai lập dị, chủ trại nho, doanh nhân và làm việc trong ngành giải trí, có thể được biết nhiều với vai diễn chính trong một series phim truyền hình Chú chó Thám tử Rex (tựa gốc: Inspector Fritz Kunz). Anh cũng còn làm chủ một hãng sản xuất rượu tại Áo.
Weinek học kịch nghệ từ năm 1983 đến 1986 giáo sư Peter P. Jost.
Từ năm 1986, anh tham gia một vai trong vở Nhóm 80 tại những nhà hát ở Viên và đóng một vai nhỏ trong bộ phim Nachsaison (After-season), trong vai một cậu bé thợ máy.
Vào năm 1987, anh tham gia các kỳ lễ hội Recklinghausen dưới sự đạo diễn của Georg Mittendrein trong phim The Lechner Edi looks into Paradise và vào vai một người quét đường trong phim Müllomania của đạo diễn Dieter Berner. Sau khi chuyển đến Jura Soyfertheater Wien (1988-1989) cũng như là đến các sân khấu kịch nghệ khác hay vào vai trò của một đạo diễn kịch, tham gia vào vai trò chỉ đạo nghệ thuật tại nhà hát thành phố Hernalser từ khoản năm 1990 đến 1991.
Trong khoảng thời gian đó, đã một lần nữa và lần nữa đóng các bộ phim nhựa cũng như truyền hình, ví dụ vào năm 1989 trong mùa thứ sáu của series phim truyền hình dạng "mì ăn liền" có tên Calafati Joe.
Ngoài công việc diễn xuất, an cũng là người người chuyên trông nho cùng với vợ tên là Eva, cô cũng một diễn viên kịch sau khi đã học xong kịch nghệ trước tiên. Cả hai người bắt đầu sở thích trồng nho vào năm 1993, và có một trang trại nho rộng 3 hecta gần Heiligenbrunn.

## Các phim đã tham gia
- 1989: Calafati Joe (tv series)
- 1999-2004, 2008-: Chú chó Thám tử Rex (tv series)
- 2004: Silentium
- 2005: Grenzverkehr
- 2006: Unter weißen Segeln (Episode Träume am Horizont)
- 2007: Die Rosenheim-Cops (Episode Liebe bis zum Ende)